# Pnina Salzman
Pour les articles homonymes, voir Salzman.
Pnina Salzman (en hébreu פנינה זלצמן ; née le 24 février 1922 à Tel-Aviv en Palestine sous mandat britannique et morte le 16 décembre 2006 à Tel-Aviv en Israël) est une pianiste classique et professeur de piano israélienne.

## Biographie
Salzman a montré une aptitude précoce pour le piano, et a donné son premier récital à l'âge de huit ans. Le pianiste français et enseignant Alfred Cortot l'a écoutée en 1932, alors qu'elle était étudiante au conservatoire Shulamit (en) et l'a invitée à Paris pour étudier. Elle a obtenu son diplôme à l'École normale de musique, puis devient l'élève de Magda Tagliaferro au Conservatoire de Paris, où elle a remporté le premier prix de piano en 1938, à l'âge de 16 ans.
C'est grâce au violoniste Bronisław Huberman qu'elle a collaboré avec l'Orchestre philharmonique d'Israël, que Huberman avait fondé. Cette collaboration s'est poursuivie tout au long de sa vie.
En 1963, elle est devenue la première Israélienne à être invitée à jouer en URSS et, en 1994, la première pianiste israélienne invitée à jouer en Chine. En plus de se produire comme soliste, elle a été membre du Quatuor israélien pour piano et cordes.
Elle a été professeur et chef du département de piano à l'Université de Tel Aviv et a siégé au jury de nombreux concours de piano, y compris les prix Arthur Rubinstein, Vladimir Horowitz, Marguerite Long et Concours International de Piano de Santander Paloma O’Shea en 1992. Elle a enseigné le piano à de nombreux étudiants, y compris Dror Élimélec, Nimrod David Pfeffer, Élisée Abas, Iddo Bar-Shai et Yossi Reshef.

## Récompenses
En 2006, Salzman a reçu le Prix Israël pour la musique,.